# 白山神社 (さいたま市岩槻区)
白山神社（はくさんじんじゃ）は、埼玉県さいたま市岩槻区の神社。

## 歴史
創建年代は不明である。江戸時代後期の地誌『新編武蔵風土記稿』にも掲載されていない。ただ昔から木曽良村の鎮守とされており、1872年（明治5年）に、この実績が評価され近代社格制度に基づく「村社」に列せられた。
元々は現在地の北東に位置していたが、昭和後期の東急団地造成のため、現在地に移転した。旧所在地は田んぼの中の丘に位置し、鎮守の森に囲まれていたという。

## 交通アクセス
- 路線バス富士見町停留所より徒歩2分。